# Stylidium expeditionis
Stylidium expeditionis este o specie de plante dicotiledonate din genul Stylidium, familia Stylidiaceae, ordinul Asterales, descrisă de S. Carlquist. Conform Catalogue of Life specia Stylidium expeditionis nu are subspecii cunoscute.